# Pozitivna Slovenija
Pozitivna Slovenija (kratica PS) je bila politična stranka, v okviru katere je na državnozborskih volitvah leta 2011 nastopil tudi Zoran Janković. Dan pred uradno objavo Jankovićevega sodelovanja na volitvah je spletno domeno s tem imenom registrirala oglaševalna agencija Arih, ki skrbi za komunikacijski vidik Jankovićeve kampanje. Janković je napovedal, da bo stranka programska in bo ugasnila po koncu mandata 6. državnega zbora. Stranko so med drugim podprli Milan Kučan, Matjaž Zanoškar, Cveta Zalokar Oražem, Renata Brunskole, Tomaž Drolec,...  Na državnozborskih volitvah 2011 je stranka osvojila 28 poslanskih mest in postala največja poslanska skupina v Državnem zboru Republike Slovenije. S tem je dobila možnost za oblikovanje 10. slovenske vlade, a mandatarju Zoranu Jankoviću ni uspelo pridobiti dovolj glasov v državnem zboru. Vlado je nato sestavil prvak drugouvščene SDS Janez Janša. Janković je zato vrnil svoj poslanski mandat in zamrznil svoje predsedniško mesto v stranki, nasledila pa ga je Alenka Bratušek. Po padcu druge Janševe vlade je Bratuškovi marca 2013 uspelo sestaviti novo vladno koalicijo - 11. vlado Republike Slovenije. Premierka je zaradi ponovne izvolitve Jankovića na mesto predsednika stranke odstopila 5. maja 2014, s čimer je koalicija razpadla, razpisane pa so bile nove volitve. Bratuškova je z nekaj somišljeniki izstopila iz Pozitivne Slovenije iz ustanovila lastno stranko Zavezništvo Alenke Bratušek.
Stranka se je udeležila sledečih državnozborskih volitev v letu 2014 in osvojila 2,97 % glasov, kar ni bilo dovolj za vstop v parlament. Neuspeh so doživeli tudi na evropskih volitvah istega leta. Državnozborskih volitev 2018 se stranka ni več udeležila, je pa Janković javno podprl Karla Erjavca in njegov DeSUS.
Pozitivna Slovenija je imela tudi svoj podmladek, združeval je mlade do 30 leta starosti. Prihodnost Slovenije je bila ustanovljena 25. maja 2012 na Dan mladosti v Križankah. Prav tako pa je Pozitivna Slovenija delovala preko skupine Pozitivnih seniorjev, ki je namenjena starejšim od 65 leta starosti.
Stranka je bila po uradni dolžnosti leta 2024 izbrisana iz registra političnih strank.

## Zgodovina

### Pred ustanovitvijo
10. oktobra 2011 je Jankovića, ki je pred tem večkrat dejal, da ne bo kandidiral na parlamentarnih volitvah, v mestni hiši 26 znanih Slovencev (med njimi so bili: nekdanji predsednik države Milan Kučan, politik France Bučar, poslovnež Žiga Debeljak, metliška županja in poslanka SD Renata Brunskole, predsednik uprave BTC-ja Jože Mermal, Igor Arih, predsednica ZDUS-a Mateja Kožuh-Novak, igralka in političarka Jerca Mrzel, športnik Iztok Čop, pisateljica Svetlana Makarović, igralec Branko Đurić – Đuro in pevca Magnifico ter Zoran Predin, poslovnež Miran Goslar, zdravnik Rajko Kenda, nekdanja ljubljanska županja Nuša Kerševan, predsednik ZZB NOB Janez Stanovnik, nekdanji ustavni sodnik Lojze Ude, ekonomist Jože Mencinger) pozvalo, da kandidira na prihajajočih volitvah.
11. oktobra 2011 je na Kongresnem trgu napovedal, da se bo udeležil državnozborskih volitev leta 2011 in se potegoval za mandatarja za sestavo nove vlade; stranka naj bi se imenovala Pozitivna Slovenija. Janković pa pri tem ni razkril, če bo tudi sam dejansko kandidiral. Medtem ko mu večina analitikov ne oporeka možnosti za izvolitev v državni zbor (glede na rezultate zadnjih dveh lokalnih volitev), pa se je zaradi spremembe zakonodaje (izvoljeni poslanec takoj izgubi (pod)županski mandat) odprlo vprašanje, ali naj tudi sam osebno kandidira. V primeru izvolitve in ne-zmage njegove liste bi tako avtomatično izgubil mandat ljubljanskega župana ter postal le poslanec, kar pa je Janković dejal, da ga slednje ne zanima (»Sebe ne vidim v parlamentu, moj značaj in moje življenje sta bila vedno izvršilna funkcija.«). V primeru, če Janković ne bi kandidiral in bi njegova stranka zmagala, pa bi ga slednja predlagala za mandatarja. Sam je o tem dejal sledeče: »Ena je 'ziheraška', jaz ostanem župan, ne kandidiram za poslanca, in če dobi lista večino, me predlaga za mandatarja. Druga možnost je, da se javim za poslanca kot prvi na listi in prevzamem riziko, da izgubim tri leta županovanja z najboljšo ekipo na svetu, ki jih že imam zagotovljena.«
Še preden sta bili dejansko ustanovljeni Državljanska lista Gregorja Viranta in Pozitivna Slovenija, so ankete javnomnenjskih preiskav pokazale, da bosta obe novi stranki korenito spremenile politično okolje. Medtem ko naj bi Gregor Virant pobiral predvsem glasove desnih strank (SDS in SLS), pa naj bi Janković pobiral glasove levih volivcev (SD, Zares, LDS). Večina anket je prvo mesto namenila SDS, medtem bi poleg Virantove in Jankovićeve stranke prišli v parlament le še SD in DeSUS.

### Ustanovitev
Ustanovni kongres Pozitivne Slovenije je potekal 22. oktobra 2011 v Kinu Šiška, na katerem je bil Janković izvoljen za njenega predsednika.
Ustanovitve so se med drugimi udeležili tudi: politiki Matjaž Zanoškar, Cveta Zalokar Oražem, Renata Brunskole in Roman Jaklič, glasbenik Magnifico, igralec Jonas Žnidaršič, nekdanji športnik Peter Vilfan in novinar Mitja Meršol (oba mestna svetnika na LZJ).

### Volitve 2011
Na državnozborskih volitvah, ki so potekale 4. decembra 2011, je stranka osvojila 28 poslanskih mest. Septembra 2012 je Pozitivna Slovenija poslanca Boruta Ambrožiča, zaradi plagiatorstva pri magistrskem delu, izključila iz stranke.. Ambrožič je prestopil med samostojne poslance, Pozitivna Slovenija pa je ostala brez enega poslanskega sedeža.
Na podlagi volilnih rezultatov je predsednik Republike Slovenije Danilo Türk 5. januarja 2012 imenoval predsednika stranke Zorana Jankovića za mandatarja za sestavo 10. vlade Republike Slovenije.. Janković podpore v Državnem zboru ni dobil (prejel je 42 glasov, za izvolitev pa bi jih potreboval 46) in tako ni postal predsednik vlade. Po omenjenem neuspehu se je vnovič podal na županske volitve, kjer je  bil 22. 4. 2012 tretjič zapored izvoljen za ljubljanskega župana.

### Menjava vodstva
Po obtožbah Komisije za preprečevanje korupcije Republike Slovenije zoper Zorana Jankovića je januarja 2013 vodstvo stranke prevzela Alenka Bratušek.
Na kongresu Pozitivne Slovenije aprila 2014 je bil Zoran Janković ponovno izvoljen za predsednika stranke. To je povzročilo odstop Alenke Bratušek s položaja predsednice vlade, njen izstop iz stranke ter napoved ustanavljanja svoje, razpad koalicije in razpis predčasnih volitev v Državni zbor.

### Volitve v državni zbor 2014
Stranka je na volitvah zgrešila parlamentarni prag in izpadla iz parlamenta.

### Volitve v državni zbor 2018
Stranka se ni odločila za nastop na državnozborskih volitvah 2018. Zoran Janković je javno podprl stranko DeSUS, ki je na koncu prepolovila svoj rezultat iz volitev 2014.

### Ukinitev
Ministrstvo za notranje zadeve Republike Slovenije je Pozitivno Slovenijo leta 2024 po uradni dolžnosti izbrisalo iz registra političnih strank, saj se dvakrat zaporedoma ni udeležila vsaj enih izmed volitev v Državni zbor Republike Slovenije, v organe lokalnih skupnosti ali v Evropski parlament.

## Organi stranke
- Predsednik: Zoran Janković
- Podpredsednik:
- Generalna sekretarka - direktorica: Tina Komel
- Predsednik Pozitivnih seniorjev: Marjan Sedmak